# 딜로포사우루스
딜로포사우루스(라틴어: Dilophosaurus)는 쥐라기 전/중기(2억 800만 년 전~1억 9400만 년 전)에 서식하던 수각류 육식 공룡이다. 이름은 ‘볏이 두 개인 도마뱀’이라는 뜻이다. 몸길이는 7m이며 무게는 650kg으로 추정한다. 볏은 30cm 길이의 반달 모양이다. 그러나 지금은 새로운 형태의 볏으로 복원되고 있다. 이 볏은 이 공룡이 이성을 유혹하는 데 쓰인 것으로 추측된다. 무리를 지어 사냥하였던 것으로 보인다.
영화 쥬라기 공원에서는 독을 사용하는소형 공룡으로 나오지만, 실제로는 독이 없었고, 크기도 7m로 큰 편이었으며, 다른 수각류 공룡처럼 이빨로 공격하였을 것이다. 몸이 날렵해서 빠르게 잘 달렸으며, 긴 꼬리로는 몸의 균형을 잡았다. 앞발과 뒷발의 발가락에는 날카로운 발톱이 달려있었고, 턱은 강하고 이빨은 날카로웠다. 초기에는 메갈로사우루스의 하나로 Megalosaurus wetherilli 로 명명되었지만 후에 D. wetherilli로 분리되었다. ‘wetherilli’는 화석 발굴지의 발견자 이름인 ‘웨더릴(Wetherill)’에서 유래하였다.